# Menyllus
Menyllus är ett släkte av skalbaggar. Menyllus ingår i familjen långhorningar.
Kladogram enligt Catalogue of Life:
| Menyllus | \| \| Menyllus maculicornis \| \| \| \| \| \| Menyllus rotundipennis \| \| \| \| |
|          | \| \| Menyllus maculicornis \| \| \| \| \| \| Menyllus rotundipennis \| \| \| \| |
|          | Menyllus maculicornis                                                            |
|          |                                                                                  |
|          | Menyllus rotundipennis                                                           |
|          |                                                                                  |